# Roll Roll and Flee
Roll Roll and Flee är Nikola Sarcevics andra soloalbum, utgivet 23 oktober 2006 på Burning Heart Records.

## Låtlista
Alla låtar är skrivna av Nikola Sarcevic.
1. "From Where I'm Standing" - 2:51
2. "Soul for Sale" - 3:00
3. "Let Me In" - 3:32
4. "Love Is Trouble" - 2:59
5. "Tybble Skyline" - 2:31
6. "Roll Roll and Flee" - 3:39
7. "The Law of John T." - 2:35
8. "Horse Bay Blues" - 3:23
9. "Thin Air" - 3:17
10. "Married" - 3:28
11. "Don't Kill the Flame" - 2:40

## Personal
- Peter in de Betou - mastering
- Kalle Gustafsson Jerneholm - producent, tekniker, mixning, slagverk, dragspel, harpa
- Mattias Hellberg - munspel
- Pelle Håkansson - foto
- Jonas Lindén - artwork
- Jonas Rönneklev - tekniker, slagverk
- Fredrik Sandsten - trummor
- Branko Sarcevic - akustisk gitarr
- Nikola Sarcevic - producent, sång, bakgrundssång, gitarr, akustisk gitarr, piano, munspel, slagverk
- Stefan Sporsén
- Henrik Wind - producent, gitarr, akustisk gitarr, bas, piano, orgel, mandolin, banjo, slagverk, bakgrundssång
- Kristofer Åström - bakgrundssång

## Mottagande
Skivan snittar på 3,0/5 på Kritiker.se, baserat på sju recensioner.

## Listplaceringar
| Lista (2006) | Topplacering |
| ------------ | ------------ |
| Sverige      | 41           |

### Fotnoter
1. 1 2  ”Roll Roll and Flee”. Discogs.com. http://www.discogs.com/Nikola-Sarcevic-Roll-Roll-And-Flee/release/818805. Läst 14 april 2012.
2. ↑  ”Roll Roll and Flee”. Kritiker.se. https://kritiker.se/skivor/nikola-sarcevic/roll-roll-and-flee/. Läst 14 april 2012.
3. ↑  Placeringar på den svenska albumlistan